# 스티브 톰
스티브 톰(Steve Tom, 1953년 9월 20일 ~ )은 미국의 배우이다.
휴스턴에서 태어났다.

## 출연 작품
- 트러블 이즈 마이 비지니스 (2018년)
- 덤 앤 더머 투 (2014년) - Dr. 핀첼로우 역
- 투 빅 투 페일 (2011년)
- 피그 (2011년)
- 라이프 오브 레몬 (2009년)
- 트랜스포머: 패자의 역습 (2009년)
- 피니시 라인 (2008년)
- 샤크 스웜 (2008년)
- 세븐 파운즈 (2008년)
- 렌디션 (2007년)
- 윈드폴 (2006년)
- 펄스 (2006년)
- LA 폭동 (2005년)
- 대통령의 딸 (2004년)
- 컨피던스 (2003년)
- 지그프리드 앤 로이 (1999년)
- 모던 걸 (1998년)
- 위험한 약속 (1994년)
- 사랑과 배신 (1992년)

### 텔레비전
- 더 영 앤 더 레스트리스 (1998)
- 커맨더 인 치프 (2005-06)
- 두 남자와 1/2 (2005, 2008)
- 위즈 (2007)
- 프리즌 브레이크 (2008-09)
- Funny or Die Presents (2010-11)